# Jean-Jacques Kieffer
Pour les articles homonymes, voir Kieffer.
Jean-Jacques Kieffer (né à Guinkirchen le 17 février 1857 et mort à Bitche le 30 décembre 1925) est un naturaliste et entomologiste français qui se spécialisa dans l'étude des insectes parasites.

## Biographie
Après avoir suivi une formation pour devenir prêtre, Jean-Jacques Kieffer enseigna les sciences naturelles à Bitche (Lorraine) tandis qu'il travaillait à la description et classification des insectes.
Ses travaux et publications devinrent par la suite une source importante de description et de classification pour les entomologistes du début du XXe siècle, en particulier dans le domaine des guêpes parasitoïdes, des cécidomyies et des  moustiques.
Jean-Jacques Kieffer a reçu le titre de Docteur honoris causa de l'université de Strasbourg en 1904.

## Publications choisies
- Monographie des Cécidomyides d’Europe et d’Algérie. Annales de la Société entomologique de France 69: 181-472, pl. 15-44. 1900
- Synopsis des Zoocécidies d’Europe. Annales de la Société entomologique de France 70: 233-579. 1901
- Beschreibung neuer Proctotrypiden und Evaniiden. Arkiv for Zoologi 1: 525-562. 1904
- Hymenoptera. Fam. Scelionidae. Addenda et corrigenda. Genera Insectorum 80: 61-112. 1910
- Hymenoptera, Proctotrupoidea. Transactions of the Linnean Society of London, Zoology 15: 45-80. 1912
- Proctotrupidae, Cynipidae et Evaniidae. Voyage de Ch. Alluaud et R. Jeannel en Afrique Orientale (1911–1912). Résultats scientifiques. Hyménoptères 1: 1-35. 1913
- Proctotrypidae (3e partie). Pages 305-448 in André, E. Species des Hyménoptères d'Europe et d'Algérie. Vol. 11. 1914
- Neue Scelioniden aus den Philippinen-Inseln. Brotéria 14: 58-187. 1916
- Diapriidae. Das Tierreich. Vol. 44. Walter de Gruyter & Co., Berlin. 1916 627 pp.
- Scelionidae. Das Tierreich. Vol. 48. Walter de Gruyter & Co., Berlin. 1926 885pp.

## Collection
Jean-Jacques Kieffer ne possédait pas de collection d'insectes. En revanche il travailla sur des spécimens des musées, en particulier sur ceux du Muséum national d'histoire naturelle qui comprend ses propres types des familles d'hyménoptères Proctotrupidae, Platygastridae, Ceraphronidae, Diapriidae, Scelionidae, Bethylidae, Dryinidae et Embolemidae. Certains autres spécimens sont détenus par le lycée technique et professionnel Henri Nominé à Sarreguemines.

## Honneurs
Un certain nombre de genre et d'espèce d'insectes ont été nommés en son honneur, par exemple :
- Kiefferia, genre de Cecidomyiinae ;
- Kiefferulus, genre de Chironomidae ;
- Kiefferomyia, genre de Ceratopogonidae (désormais inclus dans le genre de Kieffer Schizohelea).

Un collège d'enseignement général de Bitche porte son nom.